# Hieracium corconticum
Hieracium corconticum es una especie de planta con flor del género Hieracium, de la familia Asteraceae, orden Asterales.

## Distribución
Hieracium corconticum se distribuye por Polonia y República Checa.

## Taxonomía
Fue descrita científicamente por Knaf fil. ex Celak. Fue publicada en Oesterr. Bot. Z. 33: 79 (1883).